# Carmen Tronchoni Soria
Carmen Tronchoni Soria, va ser una telefonista de la Delegació del Treball, a València durant la guerra civil del 36, que va ser afusellada en 1938 per alta traïció i espionatge, en organitzar un viatge per ajudar a canviar de bàndol a unes persones.

## Biografia
Carme Tronchoni era natural de València, nascuda, el 23 d'abril de 1915 al carrer Quart de la capital del Túria, en una família procedent de Picassent, població en la qual havien nascut tant els seus pares (Cristòfol Tronchoni Silla i Desemparats Soria Tarassona), com els seus avis paterns (Cristòfol Tronchoni Tronchoni i Vicenta Silla Aguado) i materns (Vicent Soria Morató i Desemparats Tarazona Granell). Tenia dos germans, una germana, Empar Tronchoni Soria, i un germà, encara que solament ho era de pare, Santiago Tronchoni Micó, que va ser comandant de l'Exèrcit Popular i va pertànyer a la Columna de Ferro formada per anarquistes.
Durant la seva adolescència va residir amb els seus pares a Palma, València (on va estudiar en el col·legi de les Carmelites Descalces) i Barcelona. No va voler estudiar i es va posar a treballar des de molt jove, gràcies a la intervenció del seu germà, com a telefonista en la Delegació de Treball. En 1935 es presenta a Madrid a les oposicions com a mecanògrafa en les Oficines de Seguretat, però no les va obtenir, per la qual cosa va tornar a València on va continuar treballant com a telefonista en la Delegació de Treball fins a febrer de 1937, any en el qual, durant dos mesos, va treballar en Sanitat.
Carmen Tronchoni va viure el començament de la guerra, com gairebé tota la població de València, intentant experimentar tota l'activitat que es gestava a la ciutat que des del 7 de novembre de 1936 fins al 31 d'octubre de 1937, va ser capital de la II República, ja que en ella se celebraven congressos (com "II Congrés d'Escriptors Antifeixistes" celebrat el 4 de juliol de 1937); actes polítics i intel·lectuals, deguts a la presència dels polítics, periodistes, intel·lectuals i refugiats en general que havien fugit de la zona nacional; s'oferien espectacles i vida social intensa, malgrat la guerra i les seves conseqüències. Carmen freqüentava, juntament amb les seves amigues, els bars de moda, especialment el bar 'Wódka' (on es reunien brigadistes internacionals, escriptors, corresponsals, entre d'altres, i centre de tertúlies literàries), del carrer de la Pau, carrer que s'havia convertit al centre cultural i polític de la ciutat.
No es disposen de dades que permetin afirmar categòricament quin era la filiació política de Carme abans de la seva detenció. Poden trobar-se revistes de la Secció Femenina de la Falange en les quals se li atribueix la pertinença a la Falange Femenina Valenciana, a més de considerar-la activista de la Cinquena Columna i del Socors Blanco a València. El que sí que pot documentar-se és que als vint-i-dos dos anys es va enfrontar amb els Tribunals d'Espionatge i Alta Traïció de Barcelona acusada d'haver realitzat tasques d'espionatge a favor dels insurgents.
Quan els esdeveniments tenen lloc València ha deixat de ser la capital de la II República, i al Consolat de Panamà a València, situat al carrer del Mar núm. 78, es refugien, fugint de Madrid, dos oficials nacionals (el comandant d'Estat Major José María Bielsa Laguna - docent a l'Escola Superior de Guerra-, el comandant d'Infanteria Carlos García Brau - jutge militar de la 1a Divisió Orgànica que, entre d'altres, havia instruït les causes contra Llarg Caballero, abans de l'inici de la guerra) i un jove falangista (Manuel González Romero). En aquests anys, diversos consolats servien d'asil polític i refugi als perseguits, però aquesta pràctica va haver de deixar-se quan aquest ús va arribar a ser de domini públic, ja que es produïen assalts als consolats per part de la policia, acusats de donar efugio en el seu interior a pròfugs. Carmen Tronchoni, que aconsegueix establir contacte amb aquests militars, urdió un pla per facilitar-los la fugida a territori nacional.
Aquests actes van ser descoberts i van provocar la seva detenció, judici i posterior afusellament en 1938.

## Esdeveniments que van portar a la seva detenció i posterior execució
Carmen Tronchoni va decidir ajudar a aquests tres militars a sortir d'Espanya, per a això, va demanar salconduits a nom de les germanes Carmen i Lola Boscá Villanueva per poder desplaçar-se els tres a Barcelona, a Ismael Vilaplana Miralles (qui li havia estat presentat com un policia afí a la causa rebel, malgrat que era un agent encobert del Servei d'Informació Militar (SIM) republicà a València). A Barcelona Carmen tracta d'aconseguir passaports (per als militars allotjats en el Consolat de Panamà), però és localitzada per dos agents del SIM (Ricardo Basurto Clement i José Fruits Soria), alertats per l'agent Ismael Vilaplana, i es fan passar per membres de la Cinquena Columna, que s'ofereixen a prestar-li ajuda en la seva labor. Mentrestant, Carmen coneix a Barcelona a Agnès Jiménez Lumbreras, amb qui inicia una gran amistat, que li porta a acompanyar a Carmen de retorn a València per ajudar-la en el seu pla, al costat dels agents encoberts del SIM. El 20 de novembre de 1937 Carmen trasllada als dos oficials i el jove falangista, al seu domicili a València, al carrer de Pi i Margall, núm. 35-2n. L'endemà al matí tots surten adreça Barcelona (on han de recollir els passaports encarregats per Carmen en la seva anterior estada a la ciutat comtal), utilitzant com a mitjà de transport un cotxe oficial de la policia (facilitat per Basurto i Fruits), la qual cosa els facilita el pas pels controls de carretera.
A Barcelona s'allotgen primerament en un hotel i com que no (...) seguir pagant l'habitació, pel llarg de l'estada en retardar-se els passaports, per instància dels agents del SIM encoberts, van a allotjar-se a una torre situada al carrer de Monestril, on són detinguts el 28 de novembre de 1937 i portats a la Comissaria del Districte de la Universitat on es realitza la denúncia i els detinguts declaren. El dia 1 de desembre de 1937 ingressen en els calabossos del Palau de Justícia de Barcelona i passen a la disposició del Jutjat especial núm. 1 del Tribunal d'Espionatge i Alta Traïció de Catalunya, sent el jutge Sr. José Vidal Llecha qui instrueix la fase de sumari, i, atenent als fets denunciats, processa als detinguts (Carmen Tronchoni, els dos oficials José María Bielsa i Carlos García Bravo, el jove Manuel González Romero i Eduardo Zamarripa Irazusta, a qui es detindrà més tard) i decreta la presó incondicional.
Durant els interrogatoris i el procés de recerca que s'obre, Carmen descobreix que Agnès Jiménez és en realitat una confident dels agents del SIM i una de les principals testimonis de càrrec en el judici. Eduardo Zamarripa Irazusta, és detingut després de les declaracions d'Agnès, ja que és considerat l'amic de Carmen que proporciona els mitjans econòmics per poder comprar els passaports dels oficials. El 15 de febrer de 1938 es constitueix el Tribunal, que presideix el Sr. Alfonso Rodríguez Dranguet i com a vocals: Fernando Martín López, Carlos Gerhart Ottenwaelder, Santiago Sentis Melendo i Ramón Pérez Noriega. Es va dur a terme un judici oral i després de procedir-se a l'interrogatori dels processaments i dels testimonis citats, la sentència dels quals va ser la pena de mort per a Carmen Tronchoni i els dos oficials nacionals; 30 anys d'internament en camps de treball per al jove falangista Manuel González Romero i 6 anys d'internament en camps de treball per a Eduardo Zamarripa. Els càrrecs imputats a Carmen Tronchoni van ser els de desenvolupament d'activitats feixistes, preparació de plànols amb posicions militars (càrrec que no va quedar adequadament demostrat) i, sobretot, facilitar la fugida dels oficials rebels a la zona nacional posant tots els mitjans possibles per aconseguir-ho. L'advocat defensor de Carmen va ser el lletrat Rafael Munido Domec. Com Carmen havia ingressat a la presó dels Corts a Barcelona el dia 3 de desembre de 1937, roman reclosa allí reclosa tant durant el judici com fins al moment de la seva execució, que es va fer efectiva el 29 de març de 1938 en la fosa de Danta Elena del castell de Montjuïc.
Carmen va ser enterrada en el cementiri del Sud-oest, en Montjuïc, en el nínxol hipogeu núm. 159, via de Santa Eulalia (el nínxol encara es conserva), però les seves restes ja no estan allí, ja que per ordre superior i autorització familiar el 16 de març de 1959, van ser exhumats i traslladats al monument nacional del Valle dels Caiguts a Madrid, on actualment descansa, concretament en el columbario núm. 652, cripta dreta, pis primer, al costat de les restes d'uns 40.000 caiguts, en la Guerra Civil Espanyola.

## Obres sobre ella
Pastor Petit, Bertrán i Musitu, Rafael Tasis (Director General de Serveis Correccionales de la Generalitat de Caraluña al moment en què va ser detinguda Carmen), entre altres van ser autors que van escriure sobre Carmen Tronchoni, els tres la van considerar espia al servei de Franco, membre del SIFNE i de la Cinquena Columna. En canvi existeix el testimoniatge d'altres persones que s'han dedicat a investigar el cas de Carmen han arribat a una altra conclusió. Per a aquestes últimes, Carmen no era espia, sinó que va actuar moguda pel sentiment amorós que experimentava per un dels oficials, el comandant José María Bielsa. Amb les dades oficials existents, solament pot afirmar-se que tenia vinculació amb grups clandestins.
Després de la guerra, el nom de Carmen Tronchoni es va incloure en el llistat de màrtirs del franquisme, i va rebre homenatges i honors, entre els quals destaca la concessió de la "I d'Or Individual" (màxima distinció de la secció femenina). El seu nom se li va atorgar a centres educatius i carrers, com l'Escola Graduada 'Carmen Tronchoni' en Montjuïc, o el col·legi públic 'Carmen Tronchoni' a Sabadell (actualment anomenat 'Riu Sec'), així com el carrer Carmen Tronchoni a Picassent, que va ser canviada per “del Mitjà” en 1979, o a València on encara conserva el seu nom.